# Javi Poves
Javier Poves (Madrid, 28 de septiembre de 1986) es un exfutbolista, entrenador y dirigente español de fútbol. Como jugador se desempeñó en la posición de defensa, donde compitió en la Primera División de España, Segunda División B y Tercera División. 
Como dirigente deportivo de fútbol, fue presidente del Flat Earth F. C., conocido desde 2021 como Club de Fútbol Fuenlabrada Promesas Madrid 2021. Desde enero de 2022 se desempeña como vicepresidente deportivo del Club Deportivo Colonia Moscardó.
Poves cobró notoriedad en su país por sus posiciones políticas antisistema y negacionistas, y por usar el fútbol para difundir el terraplanismo.

## Biografía
Poves se formó como futbolista en las canteras del Atlético Madrid y del Rayo Vallecano. Jugó luego en Rayo Vallecano B, Las Rozas CF y CDA Navalcarnero, antes de ser fichado en 2008 por el Real Sporting de Gijón, que lo cedió a su equipo filial en la Segunda División B.  
Tras dos temporadas en el club asturiano surgió el rumor de su traspaso al Dinamo de Bucarest de Rumania, pero la operación jamás se concretó y Poves permaneció en Gijón. 
Su debut en la Primera División de España se produjo el 21 de mayo de 2011 ante el Hércules Club de Fútbol, en el partido final de la temporada. En esa ocasión ingresó en el segundo tiempo del partido como sustituto de David Barral. Tras ese día no volvería a actuar en la categoría. Poco después, de hecho, anunciaría su retiro, denunciando que el mundo del fútbol profesional está atravesado por la corrupción empresarial y manifestando un fuerte sentimiento anticapitalista de su parte.
Tras varios años retirado en los que se dedicó a viajar por diversas partes del mundo, reapareció en el fútbol competitivo en julio de 2014 fichado por el U.D. San Sebastián de los Reyes, que en ese momento militaba en la Tercera División de España. De todos modos sólo jugó un partido antes de retirarse nuevamente. 
En 2016 participó del proyecto de crear el Móstoles Balompié y adquirir la plaza federativa del C. D. C. Comercial, para así poder disputar el campeonato de la Preferente Madrid. Al conseguir el ascenso a la Tercera División en 2019, Poves —a la sazón presidente del club— anunció el cambio de nombre por el de Flat Earth F.C. y de filosofía de la entidad, que desde aquel momento públicamente serían terraplanistas. En diciembre de 2020, sin embargo, renunció a su puesto de dirigente, motivando el rebautizamiento del club como Club Deportivo Elemental Madrid 2021.
En enero de 2022 asumió como vicepresidente deportivo del Club Deportivo Colonia Moscardó. En octubre de 2023 asumió la conducción técnica del equipo, el cual ascendió a la Segunda Federación en junio de 2024.

## Clubes

### Como jugador
| Club                             | País   | Año       |
| -------------------------------- | ------ | --------- |
| Rayo Vallecano B                 | España | 2005-2006 |
| Las Rozas                        | España | 2006-2007 |
| CDA Navalcarnero                 | España | 2007-2008 |
| Real Sporting de Gijón B         | España | 2008-2010 |
| Real Sporting de Gijón           | España | 2010-2011 |
| U. D. San Sebastián de los Reyes | España | 2014-2015 |
| C. F. Fuenlabrada Promesas       | España | 2016-2019 |

### Como entrenador
| Club                   | País   | Año       |
| ---------------------- | ------ | --------- |
| C. D. Colonia Moscardó | España | 2023-Act. |